# 茲維任
49°51′30″N 25°14′16″E / 49.85833°N 25.23778°E
茲維任（烏克蘭語：Звижень），是烏克蘭西部的村莊，隸屬利維夫州的佐洛奇夫區。該村始建於800年，面積1.53平方公里，海拔高度353米，2001年人口537，人口密度每平方公里351.44人。